# アイ・クッド・ライト・ア・ブック
「アイ・クッド・ライト・ア・ブック」（英語: I Could Write A Book）は、1940年のロジャース&ハートのミュージカル『パル・ジョーイ』 のショー・チューンで、ジーン・ケリーとレイラ・アーンストによって紹介された。マイルス・デイヴィスやエラ・フィッツジェラルドらが取り上げ、ジャズ・スタンダードの一つとされている。

## その他のアーティストによる収録
- アニタ・オデイ、1960
- フランク・ドローン、 [2]
- ビンス・ガラルディ、 [3]
- フランク・シナトラ、 [4]
- ヴィック・ダモーン1964 [5]
- ハリー・コニック・ジュニア、 [6]
- ダイナ・ワシントン [7]
- マイルス・デイヴィス[8]
- エラ・フィッツジェラルド